# Passagem do Nordeste

Em azul, a passagem marítima do norte; em vermelho, a do sul.

A Passagem do Nordeste, também chamada rota marítima do norte, (em russo, ́Северный морско́й путь, Severniy morskoy put’) é uma via marítima que permite ligar o oceano Atlântico ao oceano Pacífico ao longo da costa norte da Sibéria. Inicia-se junto do cabo Norte, passa pelo mar de Kara, o cabo Tcheliouskine e chega ao estreito de Bering, com a maior parte do trajecto feita no Oceano Árctico.
Só é navegável no Verão. Os canais de navegação são abertos por navios quebra-gelos nucleares russos.

## História da Passagem do Nordeste
Supõe-se que o navegador português David Melgueiro terá sido o primeiro a conseguir completar uma viagem pela Passagem do Nordeste no sentido oriente-ocidente. Tal terá ocorrido entre 1660 e 1662, entre Kagoshima e o Porto.

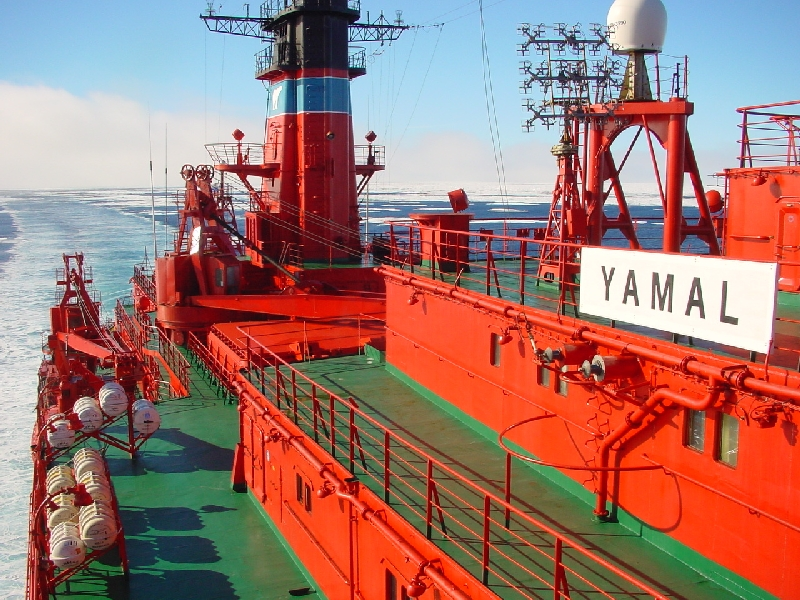
O quebra-gelos russo Yamal na Passagem do Nordeste.

Em 1879, o barão sueco Adolf Erik Nordenskjöld foi o primeiro navegador a passar do Atlântico ao Pacífico ao longo das costas siberianas, Partiu de Gotemburgo em 4 de Julho de 1878 no navio Vega, um baleeiro de 45 metros, tendo ficado retido no gelo em Setembro, pouco depois de passar o cabo Chelagsky, a poucos dias de navegação do estreito de Bering. A sua expedição teve de ficar durante todo o período de Outono, Inverno e Primavera (dez meses no total) antes de conseguir chegar ao Pacífico.
Quarenta anos depois Roald Amundsen consegue efectuar outra travessia no mesmo sentido, partindo de Oslo em 24 de Junho de 1918 com o navio Maud, uma réplica do Fram com o qual o seu compatriota Fridtjof Nansen se deixara colocar à deriva na banquisa de Junho de 1893 a Agosto de 1896, quando tentava chegar ao Pólo Norte. Amundsen ficou retido 22 meses nos gelos dos mares da Sibéria, período esse em que lhe ocorreram vários azares, tendo partido um braço, sido atacado gravemente por um urso polar que lhe lacerou o dorso, e sido intoxicado pelos vapores de uma lamparina a petróleo, mas conseguindo chegar a Nome, no Alasca, em 27 de Julho de 1920. Ainda hoje Amundsen é o único navegador a ter conseguido dar uma volta ao Oceano Árctico.

## Futuro da Passagem do Nordeste

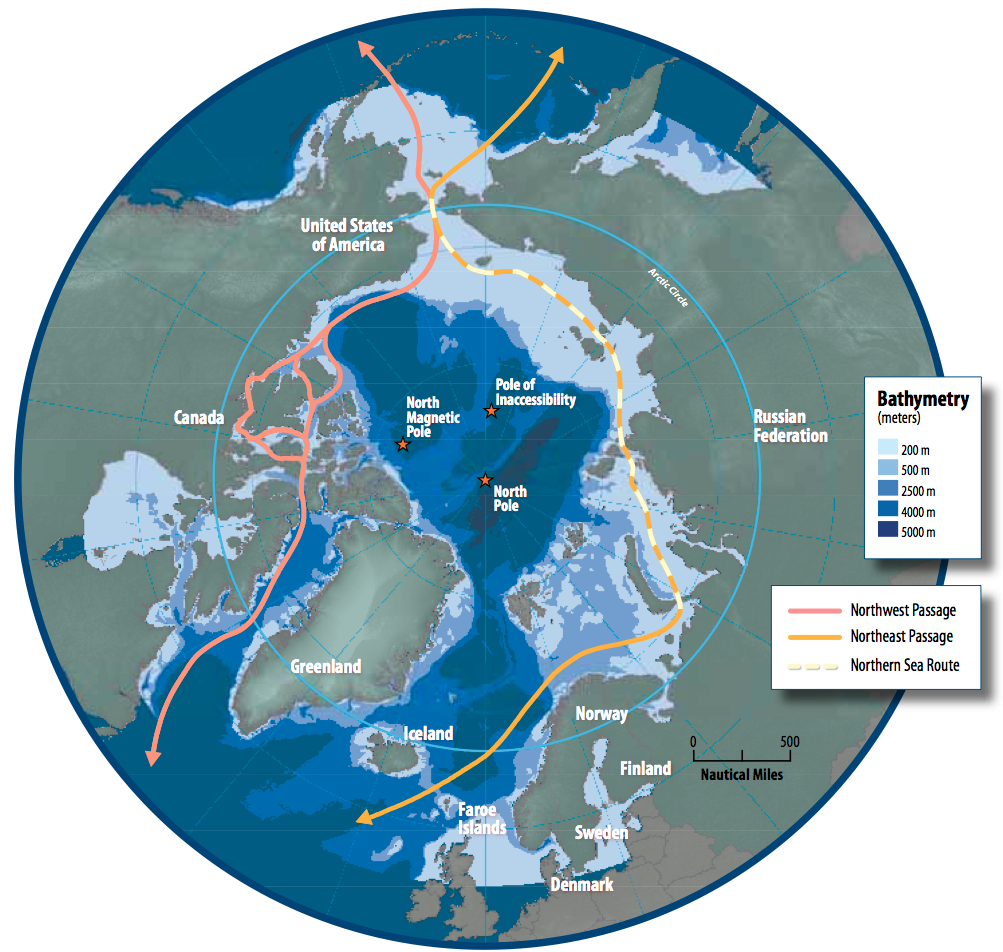
Passagem do Nordeste (laranja, norte da Eurásia) e Passagem do Noroeste (rosa, norte das Américas): rotas marítimas que ligam o Atlântico ao Pacífico através do oceano Ártico.

Esta via marítima tem suscitado o interesse da navegação comercial entre a Europa e a Ásia, por causa da possibilidade de utilização mais prolongada devido ao aquecimento global. 
Mais ainda do que sucede na Passagem do Noroeste, no norte do Canadá, o aquecimento global tem feito regredir os gelos do Árctico russo. Actualmente a Rússia obriga todos os navios a ter uma autorização de passagem e a ser acompanhados por um navio quebra-gelos russo a preço proibitivo.
Os benefícios de tal rota entre Europa e Ásia seriam notórios. Por exemplo, o trajecto marítimo Roterdão-Tóquio é de 14 100 km pela Passagem do Nordeste, de 15 900 km pela Passagem do Noroeste, de 21 100 km pelo Canal do Suez (rota actual mais usada) e 23 300 km pelo Canal do Panamá.

## Portos livres de gelo
Só sete portos marítimos ao longo da rota são livres de gelo durante todo o ano. De oeste para leste, estes são: Murmansk, na península de Kola, Dudinka, na foz do rio Ienissei, Petropavlovsk-Kamchatski em Kamchatka e Magadan, Vanino, Nakhodka e Vladivostok na costa russa do Pacífico.